# Вилеги
Вилеги (рос. Вылеги) — присілок в Новгородському районі Новгородської області Російської Федерації.
Населення становить 13 осіб. Входить до складу муніципального утворення Савинське сільське поселення.

## Історія
Від 2004 року входить до складу муніципального утворення Савинське сільське поселення.

## Населення
| 2010 |
| ---- |
| 13   |